# 그뤼치알프역
그뤼치알프역(독일어: Grütschalp)은 스위스 베른고원 지역의 라우터브루넨과 뮈렌 마을을 연결하는 하이브리드 케이블카 및 철도 연결 노선 상에 있는 역이다. 라우터브루넨-뮈렌 산악 철도 노선의 기차역이다. 그뤼치알프는 라우터브루넨에서 출발하는 케이블카와 뮈렌에서 출발하는 고급 철도 사이의 교차점이다.
라우터브루넨-뮈렌 노선은 1891년에 개통되었지만 2006년까지 라우터브루넨과 그뤼치알프 사이의 연결은 삭도 철도로 이루어졌다. 현재 케이블카는 산사태로 케이블카가 파손되자 이를 대체했으며 동일한 경로와 개조된 터미널 역을 사용한다.
라우터브루넨-뮈렌 노선은 뮈렌을 오가는 화물 운송도 처리한다. 이것은 케이블카 아래에 운반되는 파렛트와 철도 차량에 의해 견인되는 평차에 물품을 운반함으로써 이루어진다. 파렛트는 그뤼치알프역 단지 내에서 일부는 지게차, 일부는 케이블카로 구성된 복잡한 기계로 둘 사이를 이동한다. 복합 단지에는 노선의 정비창도 있다.
역에는 다음과 같은 여객 열차가 운행된다.
| 운행사                      | 열차 | 노선                                        | 횟수         | 비고 |
| --------------------------- | ---- | ------------------------------------------- | ------------ | ---- |
| 라우터브루넨-뮈렌 산악 철도 |      | 라우터브루넨 - 그뤼치알프 - 빈터에그 - 뮈렌 | 시간당 2~4편 |      |

## 갤러리

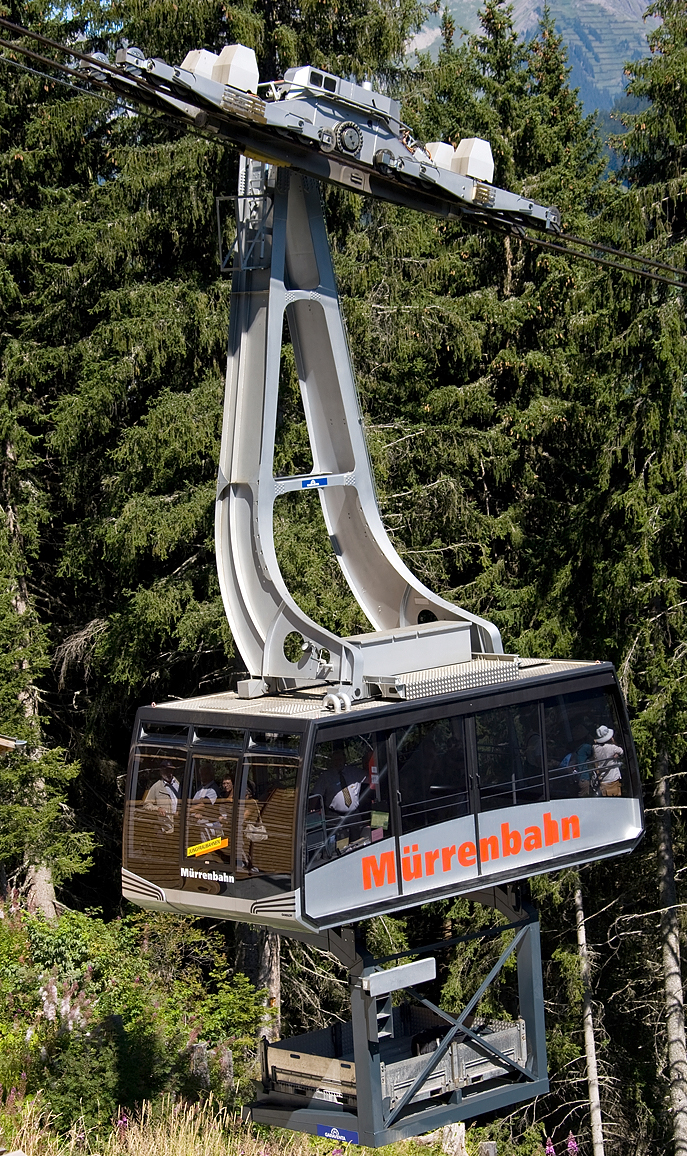
케이블카
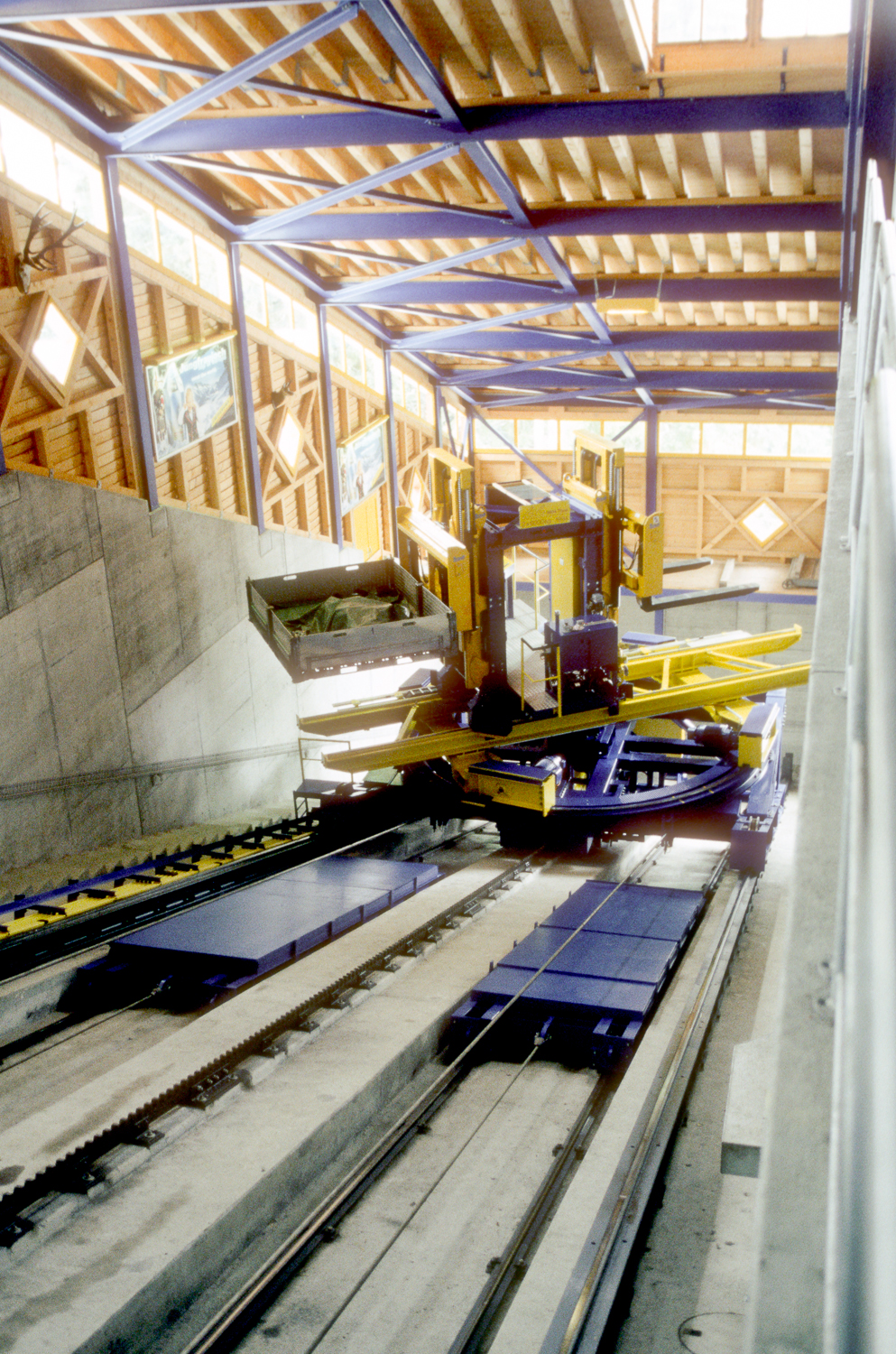
이송 기계
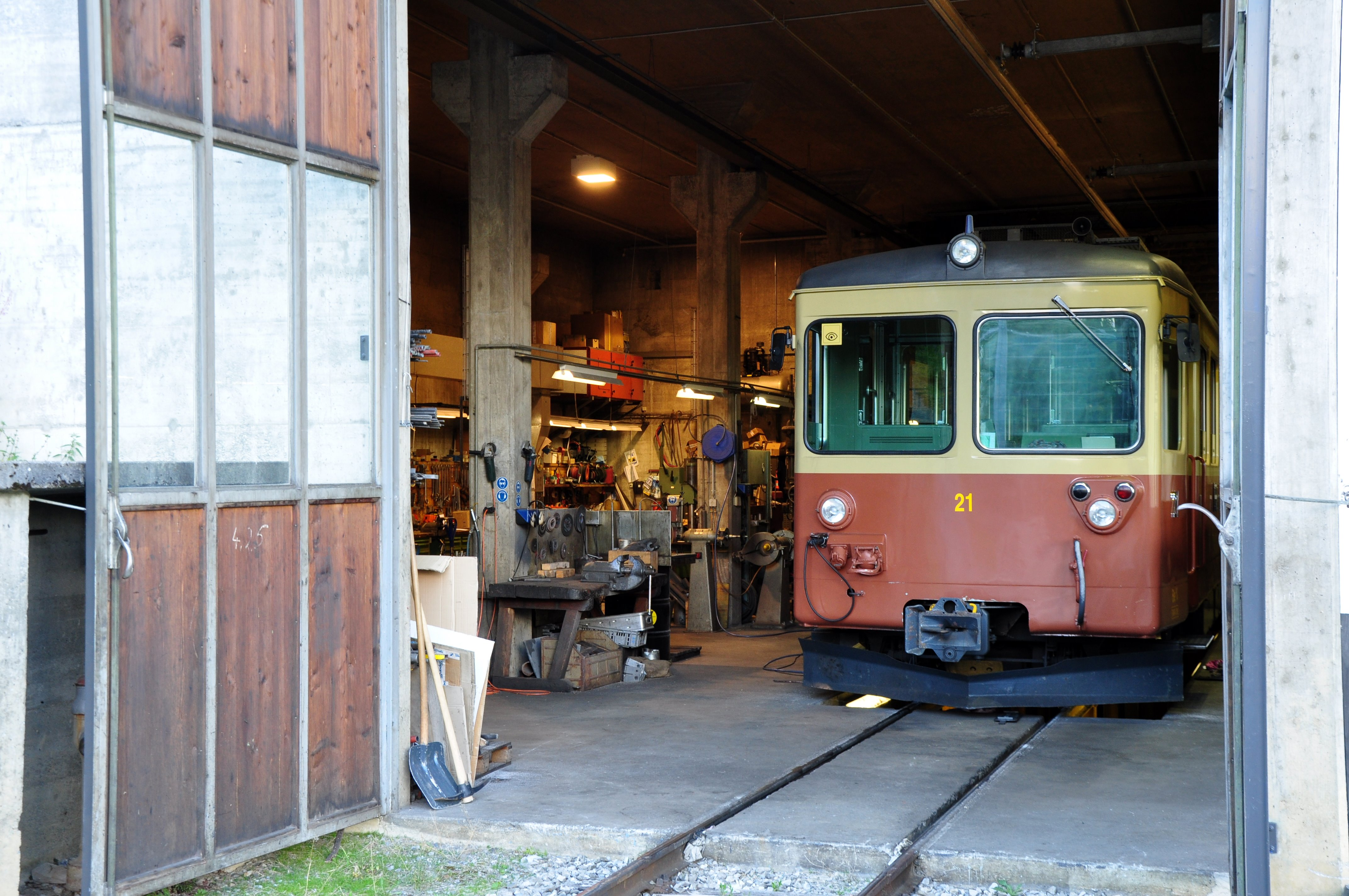
정비창 내의 차량